# Zimbabwes riksvapen

Rhodesias statsvapen 1965-1979

Zimbabwes riksvapen antogs den 21 september 1981. Vapnet innehåller två kuduer som står på en kulle av vete, bomull och majs och håller en sköld. Vid deras fötter finns valspråket Unity, Freedom, Work, "Enighet, frihet, arbete".
Zimbabwefågeln sitter på toppen av skölden som innehåller en stilisering av Stora Zimbabwe.

## Sydrhodesias och Rhodesias riksvapen
Det nuvarande Zimbabwe var tidigare en brittisk koloni och hette då Sydrhodesia. Sydrhodesia fick ett vapen 1924. Detta vapen fortsatte att användas av den rebelliska rhodesiska regimen under Ian Smith.